# 恋愛悪魔
『恋愛悪魔』（れんあいあくま）は、矢凪まさしによる日本の漫画作品。『メンズヤング』（双葉社）において、2007年12月号から2009年11月号まで連載されていた。また、インターミッションとして連載中の2008年7月号に第10.5話「海辺の悲喜劇」が、連載終了後の次の号である2009年12月号には番外編が掲載された。

## ストーリー
幼馴染の恵に振られた真人の前に突然現れた可愛い悪魔（後にマリアと名付けられる）と契約（3つの願いと引き替えに命を渡す）を結ぶ。1つ目の願いはHをする事だったが、あまりにおざなりだった為、2つ目の願いは自分の彼女になることにした。だが、「彼女」という概念そのものを知らない、ある意味純真無垢な「マリア」と真人の関係は、次第に契約の枠を超えたものへ、魔界や天界の上層部も看過できないものへと発展していく。

## 登場人物
本神 真人（ほんがみ まさと）
本作の主人公。連載当初は浪人生だが、後に大学生になる。無類の女好きだが、ナンパに成功した事は無い。
マリア
本作のヒロインその1。悪魔で、名前は真人が付けた。恵にはマリアちゃんと、命にはマリア様と呼ばれている。
天知 恵（めぐみ）
本作のヒロインその2。真人の幼馴染で、幼少時に真人に命を助けられた。真人に好意を持っているが…。
天使（あまつか）
本作のヒロインその3。天使で、正式には天使番号10058214。まさに「天使のような」容姿とは裏腹に、かなり辛辣な毒舌家。大学ではあまつかと、恵にはあーちゃんと呼ばれている。
宮本 命（みやもと みこと）
恵の友人で、同級生。実家は退魔を生業としている為か、その手の能力を持っている。あることをきっかけに、マリアに憧れる。
「パパ」
　マリアの父親（実際には創造主）。一見陽気な性格だが、なりゆきでマリア･恵・天使に三つ股をかける形となった真人に対し、マリアを選ぶように暗に、しかし容赦ない威圧をかける。
天使長
天使の上司。一見上品だが、かなり恐ろしい性格。
マリアと「パパ」の狙いは「「契約」抜きでの悪魔と人間のおつきあいを広げることで魔界と人間界をつなげ、体よく人間界を併合すること」だと深読みし、真人を脅威とみなして「消去」することを決定する。そして、やはり「契約」の枠を超えて真人に本気になってしまった天使に対し、自らの手で真人を消去するよう命じる。

## 書誌情報
- 矢凪まさし 『恋愛悪魔』 双葉社〈アクションコミックス〉、全3巻
  1. 2008年6月28日発売、ISBN 978-4-575-83501-4
  2. 2009年3月28日発売、ISBN 978-4-575-83598-4
  3. 2009年11月28日発売、ISBN 978-4-575-83703-2